# Cheilotrema saturnum
Cheilotrema saturnum és una espècie de peix de la família dels esciènids i de l'ordre dels perciformes.

## Morfologia
- Els mascles poden assolir 45 cm de longitud total i 700 g de pes.[1][2][3]

## Alimentació
Menja crancs.

## Depredadors
Als Estats Units és depredat per elasmobranquis.

## Hàbitat
És un peix marí, de clima subtropical (34°N-20°N) i demersal que viu fins als 46 m de fondària.

## Distribució geogràfica
Es troba a l'oceà Pacífic oriental: des de Califòrnia (els Estats Units) fins a la Baixa Califòrnia (Mèxic).

## Observacions
És inofensiu per als humans.